# 乔纳森·伊斯雷尔
乔纳森·伊斯雷尔（1946年1月22日—）是一位英国作家和历史学家，专攻荷蘭歷史、啟蒙時代历史和歐洲猶太人歷史，2001年1月至2016年7月间任普林斯顿高等研究院的安德鲁·W·梅隆历史学教授，现为伦敦大学学院教授，主要作品有《法国大革命思想史：从<人的权利>到罗伯斯庇尔的革命观念》（Revolutionary Ideas: An Intellectual History of the French Revolution from The Rights of Man to Robespierre）等。